# Oppenheimer Kellerlabyrinth

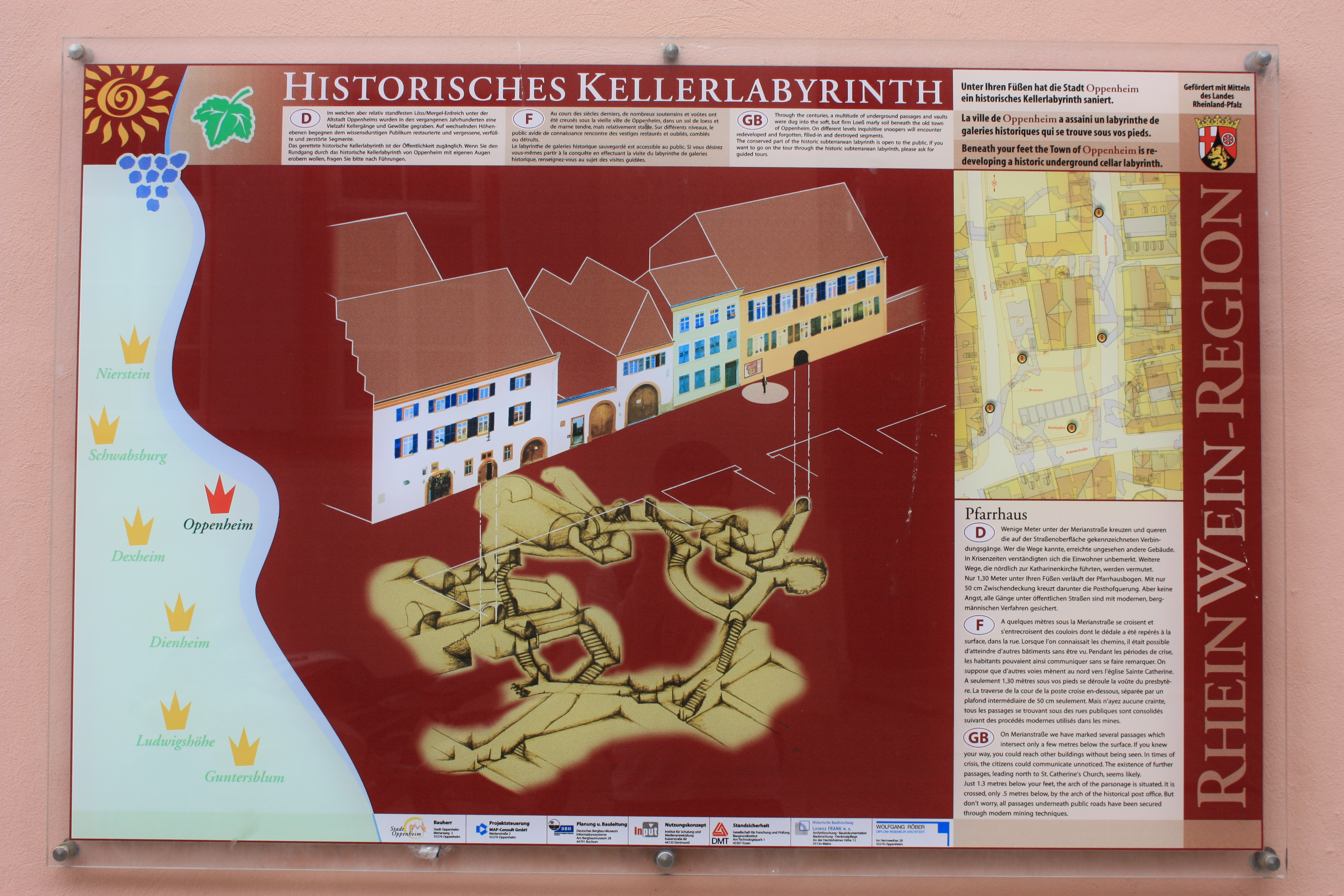
Informationstafel

Das Oppenheimer Kellerlabyrinth ist ein etwa 40 Kilometer langes System von Kellern, Gängen und Treppen auf bis zu fünf Ebenen unter der Stadt Oppenheim.

## Entstehung

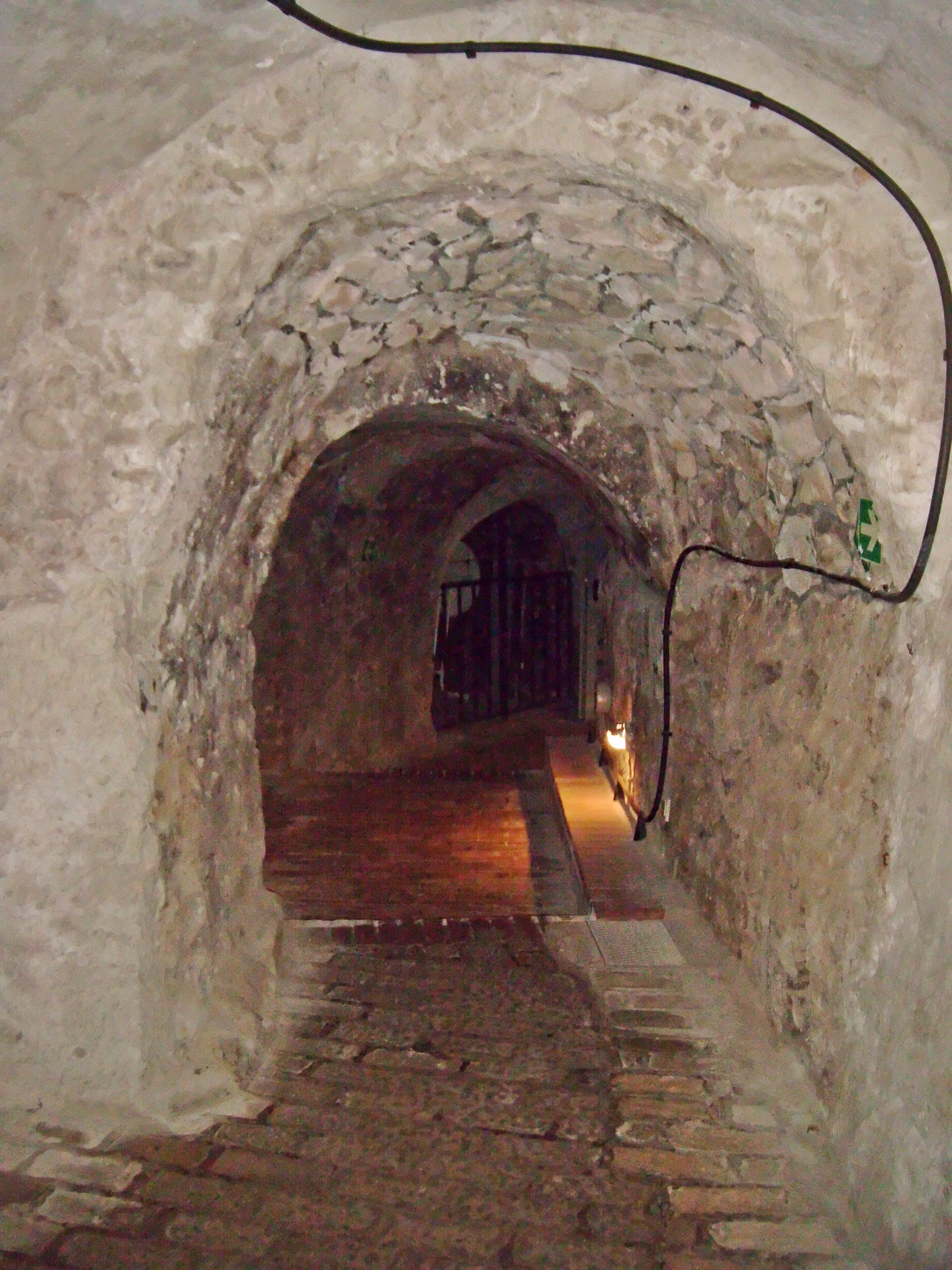
Oppenheimer Kellerlabyrinth

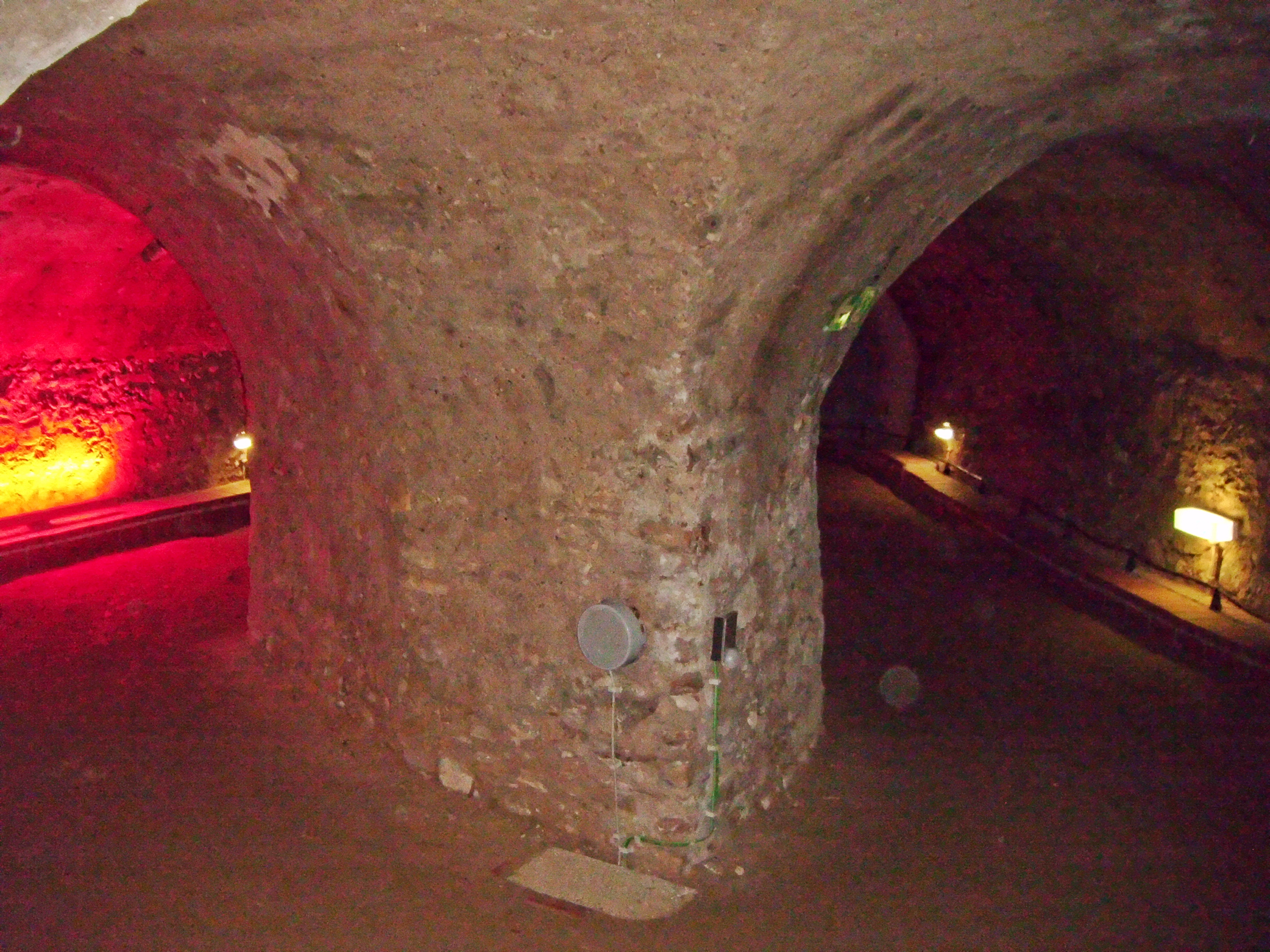
Oppenheimer Kellerlabyrinth

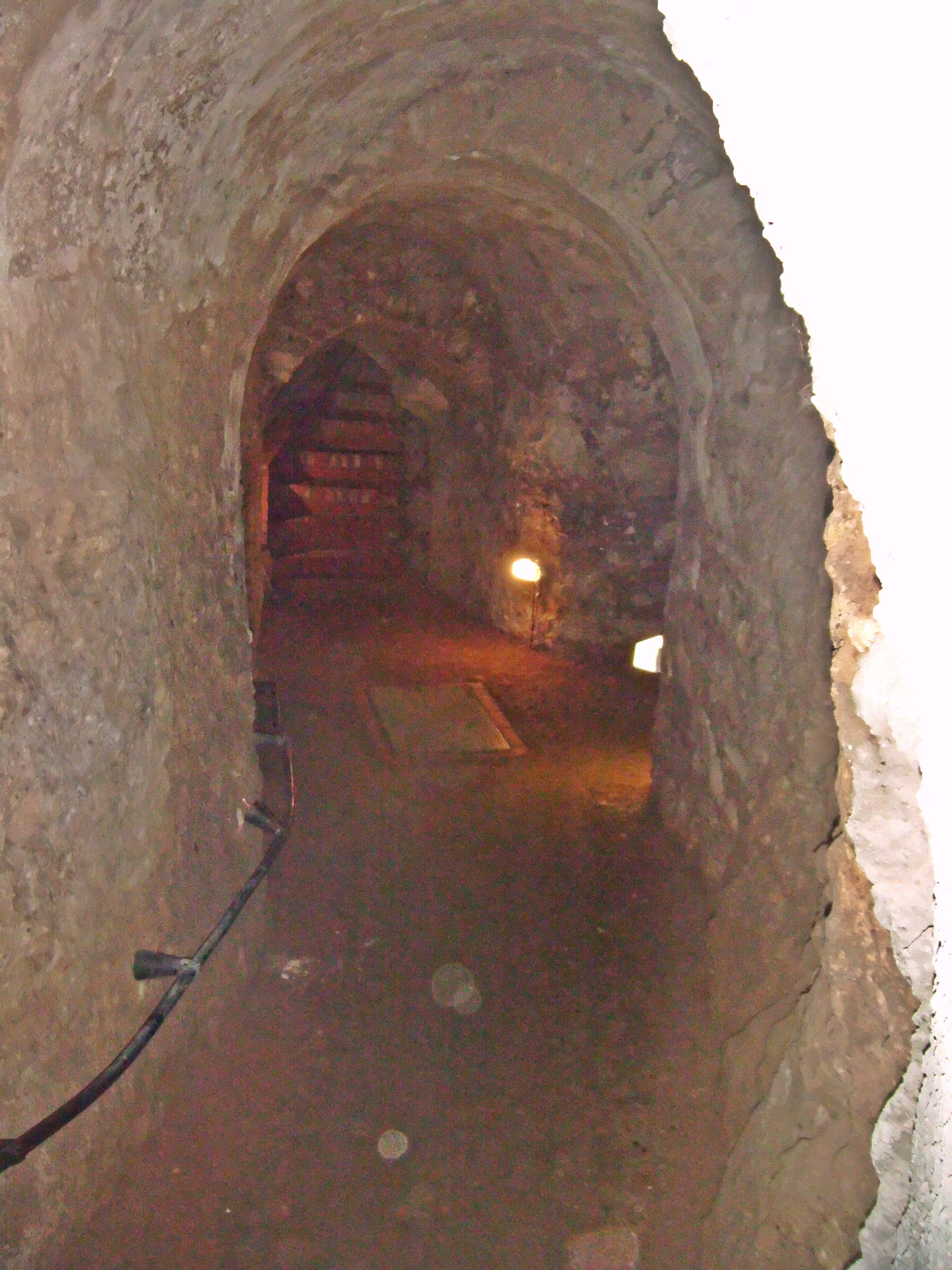
Oppenheimer Kellerlabyrinth

Oppenheim am Rhein erhielt 1008 Marktrecht und wurde 1226 zur Freien Reichsstadt erhoben. In der Stadt kreuzte sich der Rheinhandelsweg nach Süden z. B. nach Speyer und Straßburg und nach Norden nach Frankfurt und Köln mit Querstraßen bis nach Paris im Westen und Prag im Osten. Als Inhaber des Stapelrechts konnte die Stadt alle vorbeikommenden Kaufleute verpflichten, ihre Waren zu stapeln und damit zum Verkauf anzubieten.
Aufgrund der geographischen Gegebenheiten war aber oberirdisch kaum Platz zu schaffen, ohne eine militärisch vorteilhafte Lage einzubüßen, und da vor den schützenden Mauern niemand bauen oder Ware lagern wollte, nutzte man   den Lössuntergrund, um immer tiefere Keller zu schaffen.
Löss, eine eiszeitliche Ablagerung von Lehm und Sand, ist leicht abbaubar, aber doch standfest. Ab dem 14. Jahrhundert wurden unter Heranziehung sächsischer Bergleute Hohlräume ausgegraben und hüfthoch mit Bruchsteinen ausgemauert. Das darauf angebrachte hölzerne Lehrgerüst wurde mit Mörtel gefüllt. Je nach Epoche wurden Rund- oder Spitzdecken ausgearbeitet. Im Kellersystem herrscht eine Temperatur von 17 Grad und 70 % Luftfeuchtigkeit, durch Besucher steigerbar auf 85 %.

## Traditionsbruch nach der Zerstörung der Stadt
Nach der kompletten Zerstörung der oberirdischen Stadt im Pfälzischen Erbfolgekrieg 1689 wurden die Häuser und Straßen der Stadt anders angelegt, als von den Kellern vorgegeben. Nach dem Zweiten Weltkrieg wurde das System endgültig fast vergessen und die obersten Keller mehr und mehr mit Müll und Schutt verfüllt.
Die fehlende Belüftung und das Eindringen von Wasser führte in den 1980er/1990er Jahren zu plötzlichen Einbrüchen, so als etwa 1983 in einem Krater in der Pilgersberggasse ein Polizei-Streifenwagen im Untergrund einbrach.

## Sanierung nach beginnendem Zerfall
Da die Standsicherheit von Häusern und Straßen gefährdet war, begann man ab Mitte der 1990er Jahre unter der Leitung von Bergbau-Ingenieur Holger Hessmann mit der Sanierung durch Freigraben von Müll und Schutt, eine mühsame Arbeit überwiegend mit Spaten und Pickel. Gut belüftet stabilisiert sich das System selbst. An kritischen Stellen wird Spritzbeton aufgetragen. Auch wenn die akute Gefahr beseitigt ist, wird noch mit jahrelanger Arbeit gerechnet (Stand 2007).

## Tourismus
In der Hauptsaison werden im Sommer täglich bis zu 600 Touristen in Gruppen zu 20 Personen durch einen Abschnitt des Labyrinths geführt. Bis 2007 wurden 40.000 Touristen im Oppenheimer Untergrund gezählt.
Wegen des großen Andrangs ist im Frühjahr 2012 ein zweites Kellerlabyrinth eröffnet worden.

## Galerie

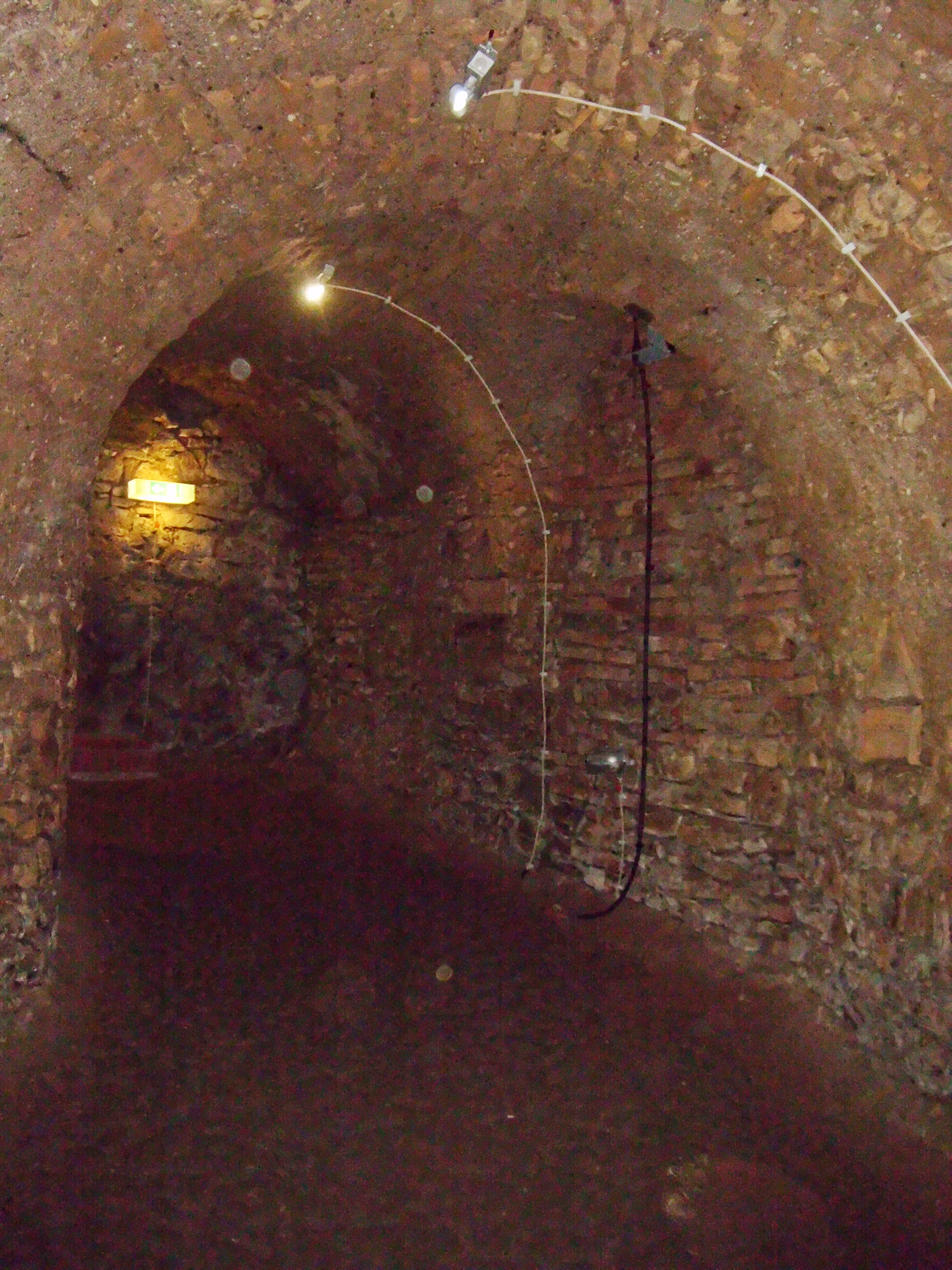
Einer der Gänge
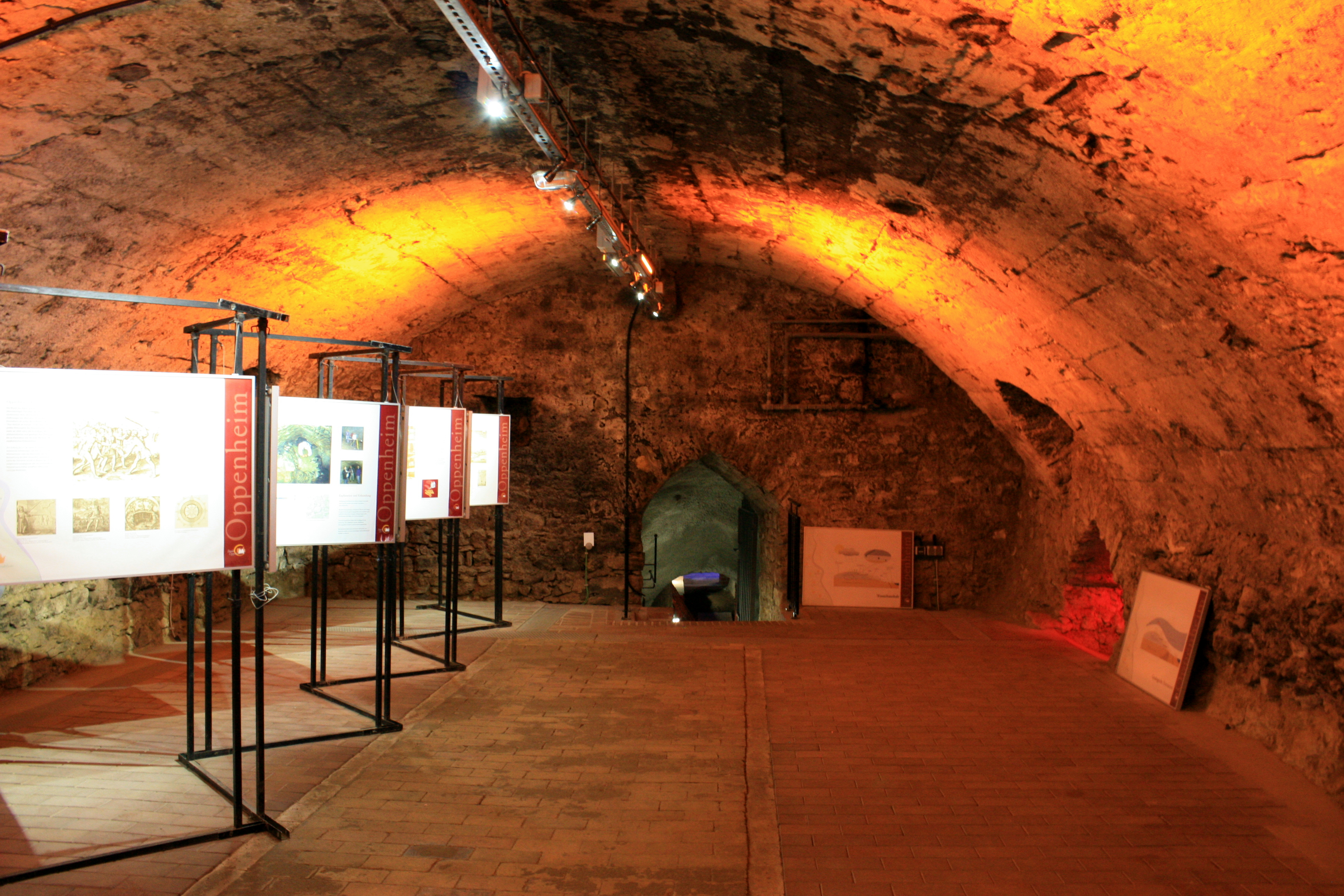
Ausstellungsraum
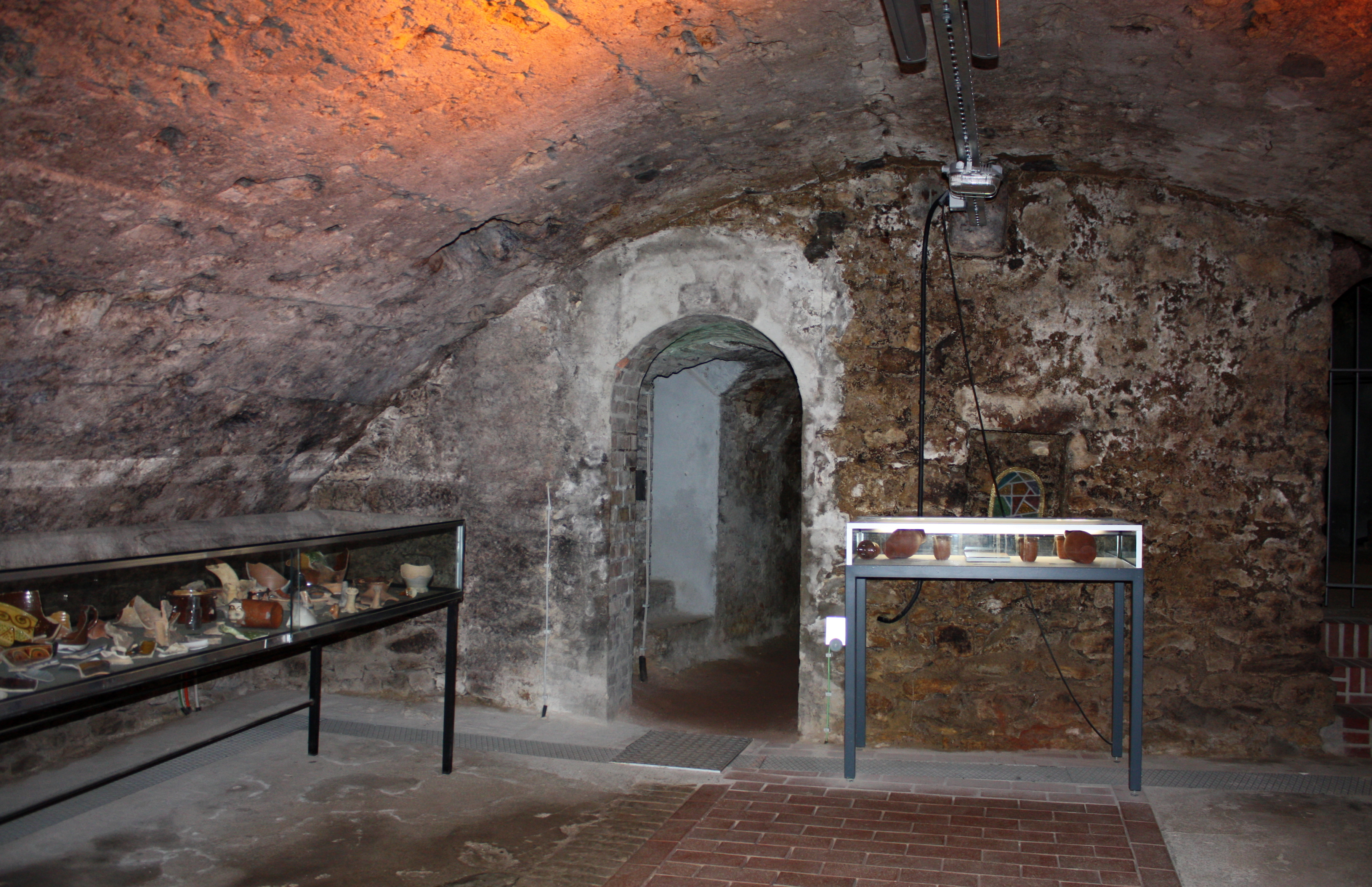
Ausstellungsraum (andere Blickrichtung)
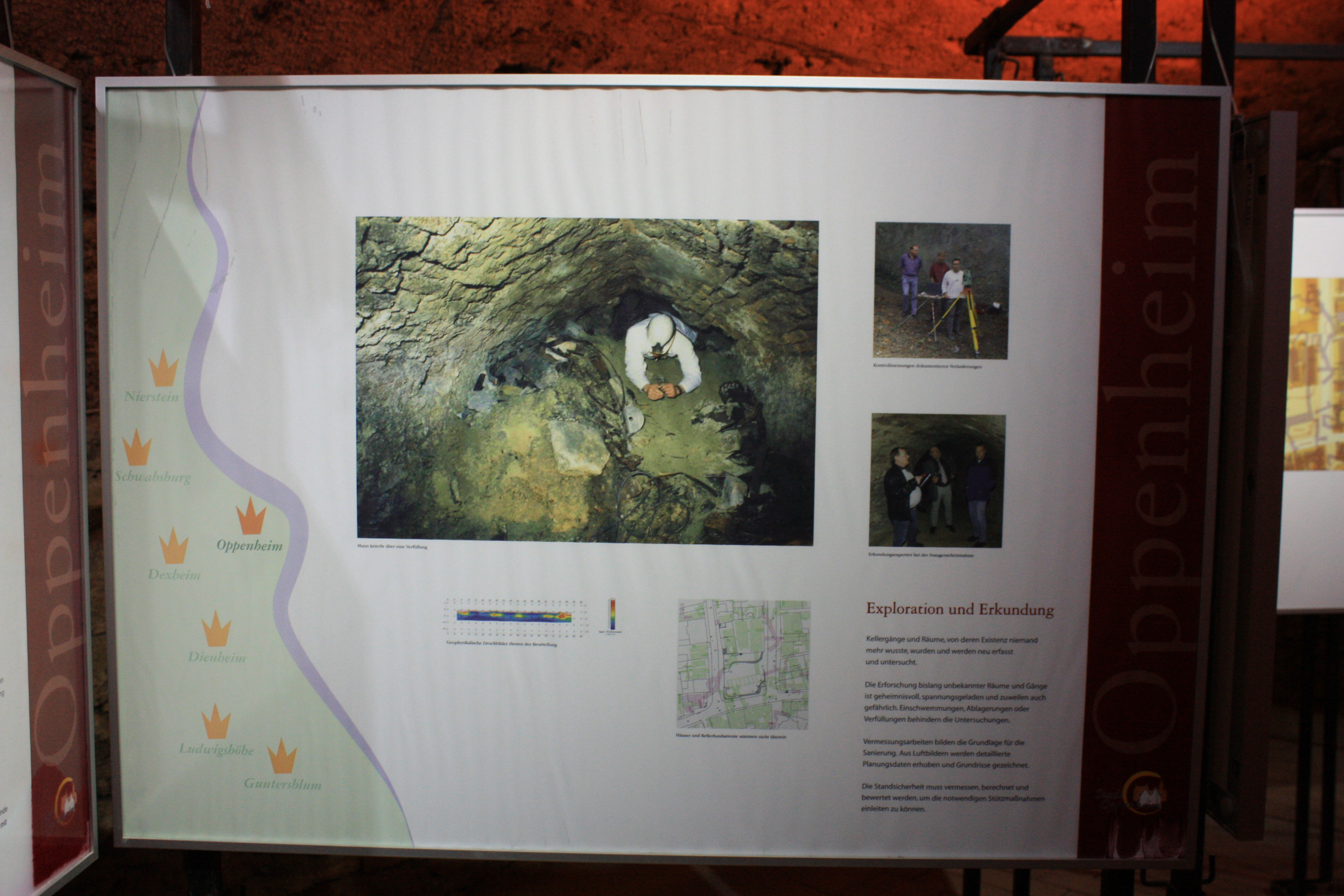
Infotafel Exploration
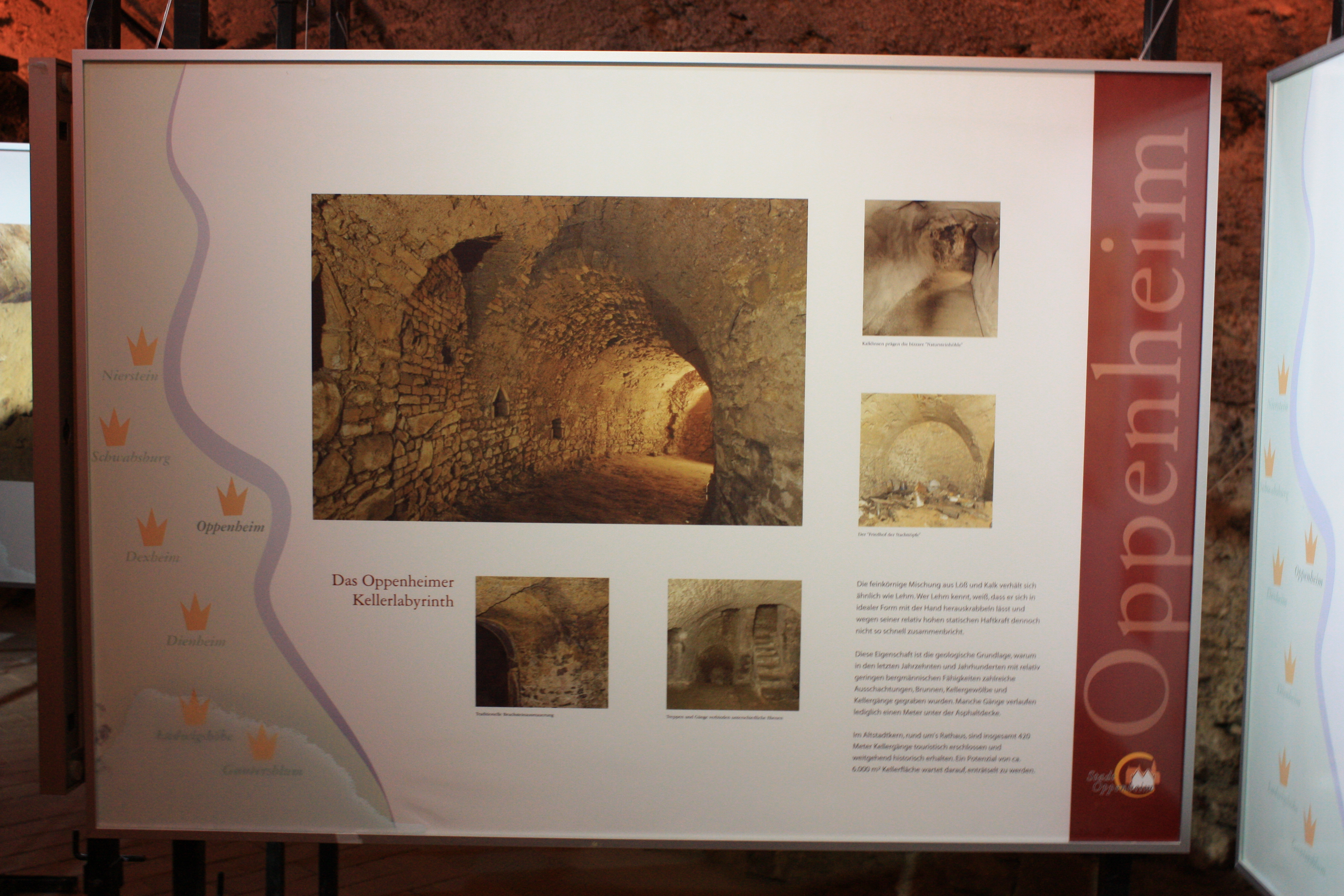
Infotafel Kellerlabyrinth
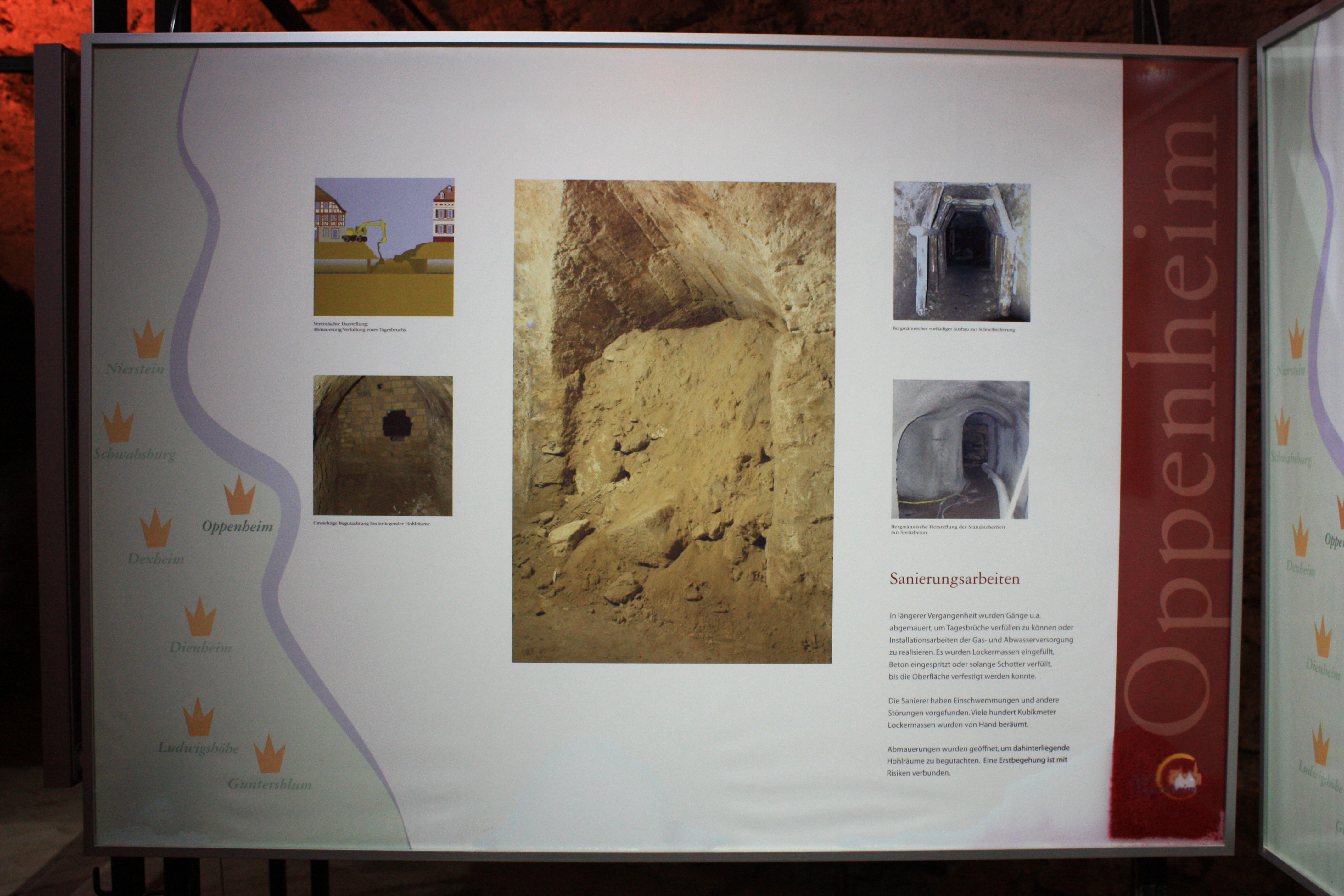
Infotafel Sanierung